# Hodsock
Hodsock – osada i civil parish w Anglii, w Nottinghamshire, w dystrykcie Bassetlaw. W 2011 civil parish liczyła 2472 mieszkańców. Hodsock jest wspomniana w Domesday Book (1086) jako Odesach.